# Parafia św. Antoniego w Łosiaczu
Parafia św. Antoniego w Łosiaczu – parafia rzymskokatolicka, znajdująca się w archidiecezji lwowskiej, w dekanacie Czortków. W parafii posługują księża archidiecezjalni. 

## Historia parafii
Parafia została erygowana w 1909 roku. Proboszczem w 1912 roku został wyświęcony w 1903 roku we Lwowie ks. Kazimierz Halicki. Posługę pełnił do śmierci w 1953 roku. Kościół został konsekrowany w 1932 roku przez abp Bolesława Twardowskiego. 
W 1960 roku, gdy na terenie obwodu tarnopolskiego zostało tylko 6 czynnych kościołów parafia liczyła 117 wiernych, a w 1962 roku 110. Ponieważ była najmniejszą z działających parafii pełnomocnik obwodowy zaproponował już wtedy wykreślenie jej z ewidencji. Do 1963 roku funkcję proboszcza pełnił ks. Józef Adamczyk, który był równocześnie proboszczem parafii w Borszczowie i Rydodubach. Po jego śmierci msze były odprawiane tylko kilka razy w roku. Wierni sami zbierali się na modlitwy. Ostatecznie w 1974 roku pod zarzutem braków w dokumentacji i braku stałego proboszcza parafia została wykreślona  z rejestru. Kościół zamieniono na magazyn maszyn rolniczych. Oddano wiernym w 1990 roku. W 2006 roku parafia liczyła 62 wiernych.

## Proboszczowie
- ks. Kazimierz Halicki (1912–1953)[3][1]
- ks. Józef Adamczyk[3]
- ks. Józef Czarnik (1991–2010)[4]
- ks.Włodzimierz Strogusz (2010–2017)[5]
- ks. Wiktor Gołub (2017–obecnie)[6][7]